# Општина Аеродром (Скопље)
Општина Аеродром је једна од општина Града Скопља у оквиру Скопског статистичког региона у Северној Македонији. Седиште општине је истоимена четврт Аеродром у оквиру Скопља.

## Положај
Општина Аеродром налази се у северном делу Северне Македоније. Са других страна налазе се друге општине Северне Македоније:
- север — Општина Гази Баба
- исток — Општина Студеничани
- југ — Општина Кисела Вода
- запад — Општина Центар

## Природне одлике
Рељеф: Општина Аеродром налази се у јужном делу Скопског поља, на десној обали Вардара.
Клима у општини је умереноконтинентална.
Воде: Цело подручје општине је у сливу Вардара.

## Становништво
Општина Аеродром имала је по последњем попису из 2002. г. 72.009 ст., од чега у седишту општине 51.336 ст. (71%). Општина је густо насељена, посебно градско подручје.
Национални састав по попису из 2002. године био је:
|           | Број   | Постотак |
| Укупно    | 72.009 | 100%     |
| Македонци | 64.391 | 89,4%    |
| Срби      | 3.085  | 4,3%     |
| Албанци   | 1.014  | 1,4%     |
| остали    | 3.519  | 4,9%     |

Национални састав по попису из 2021. године био је:
|             | Број   | Постотак |
| Укупно      | 77.735 | 100%     |
| Македонци   | 66.245 | 85,2%    |
| неизјашњени | 5.248  | 6,75%    |
| Срби        | 2.155  | 2,8%     |
| Албанци     | 851    | 1,09%    |
| Власи       | 652    | 0,8%     |
| Турци       | 464    | 0,6%     |
| Роми        | 459    | 0,6%     |
| остали      | 1.661  | 2,1%     |

## Насељена места
У општини постоји 3 подручне јединице, 2 у саставу града Скопља као градске четврти, а једна јединица је приградско село:
Четврти града Скопља:
- Аеродром
- Горње Лисиче

Приградска села:
- Доње Лисиче